# Novokaracsevo
Novokaracsevo (orosz betűkkel: Новокарачево, baskír nyelven: Яңы Ҡарас) falu Oroszországban, a Baskír Köztársaságban, a Miskinói járásban.

## Népesség
- 2002-ben 196 lakosa volt, melynek 97%-a tatár.
- 2010-ben 114 lakosa volt.